# Nerillidae

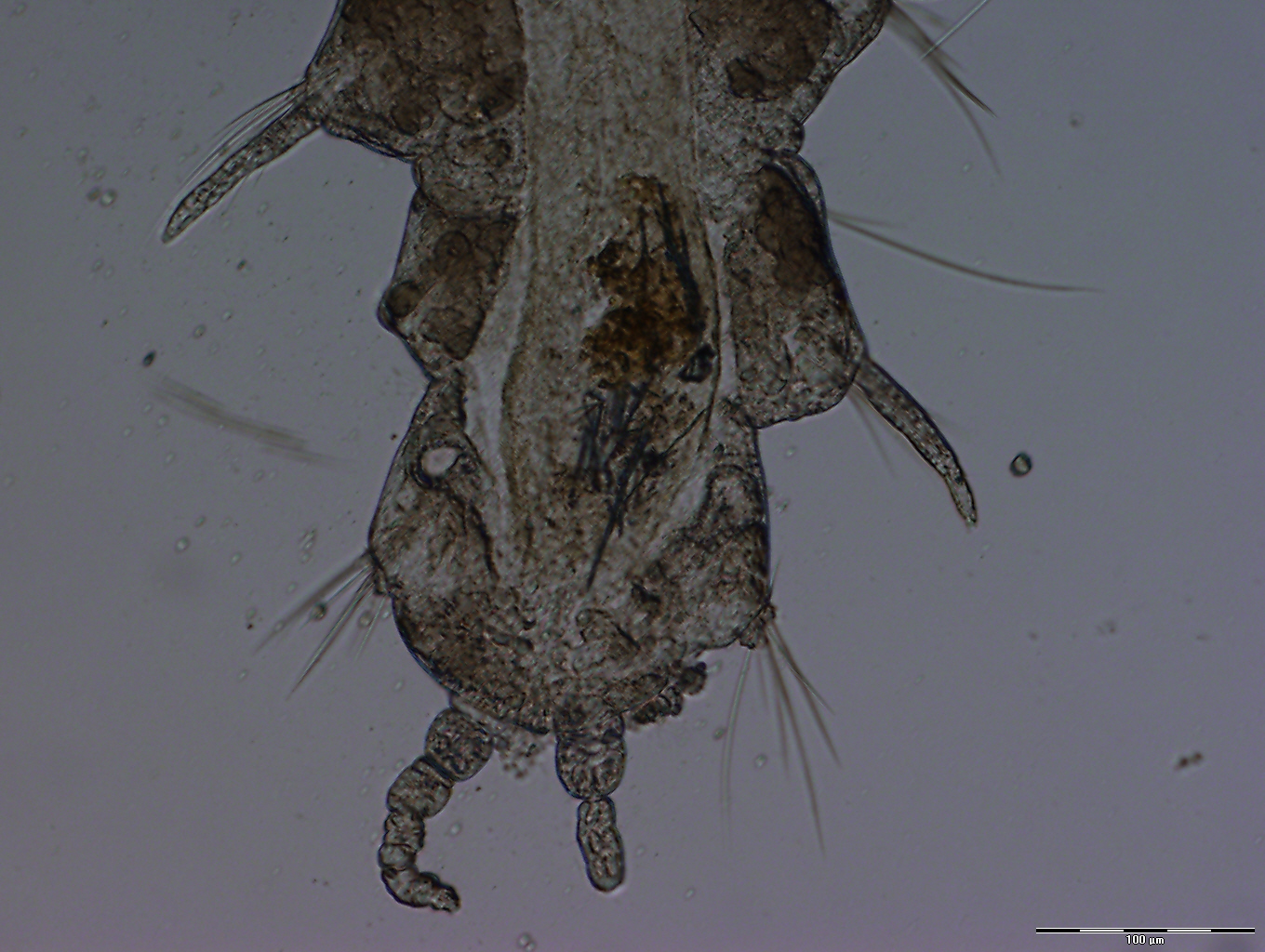
Nerilla antennata, Pygidium

Nerillidae ist der Name einer Familie winziger, im Sandlückensystem lebender und sich von Bakterien und Kieselalgen ernährender Vielborster (Polychaeta), die in Meeren oder auch Süßwasser weltweit zu finden sind.

## Merkmale
Die Nerillidae werden etwa 0,3 bis 2 mm lang. Die meisten Arten haben neun Segmente, doch haben manche Arten nur sieben Segmente. Das Prostomium ist mit dem Peristomium verschmolzen und trägt drei schlanke, glatte oder gegliederte Antennen und lateral bis ventrolateral ein Paar keulenförmiger Palpen, doch können Antennen und Palpen auch fehlen. In der Regel tragen sämtliche Segmenten Borsten, doch können diese am ersten Segment fehlen. Die Borsten sind entweder zusammengesetzt oder auch einfach und kapillarförmig. Meist sind auffällige Cirren zwischen den Ästen der Parapodien vorhanden, fehlen aber manchmal an einigen oder auch allen Segmenten. Bei manchen Arten, so bei Nerilla australis, sind die Cirren am ersten Segment viel länger als an den folgenden Segmenten. Das Pygidium trägt für gewöhnlich zwei anale Cirren. Der Pharynx liegt ventral und besteht aus einem muskulösen Bulbus, einer zungenartigen, stangen- oder brückenförmigen Struktur und einer stark bewimperten Unterlippe. Die Zellen dieser Zunge besitzen gestreifte intracelluläre Skelettelemente, die mit Tonofilamenten verbunden sind. Die Nephridien sind als Metanephridien, Protonephridien und Enteronephridien ausgebildet.

## Lebensraum
Die meisten Nerillidae sind Meeresbewohner, wo sie im Sandlückensystem der Strände leben und sich von Kieselalgen und Bakterien auf den Sandkörnern ernähren. Manche Arten leben in der Gezeitenzone oder in Ästuaren, doch gibt es auch Süßwasserbewohner wie Troglochaetus beranecki, die im Sandlückensystem des Grundwassers leben. Die Tiere bewegen sich mithilfe der Cilien in ihrer Wimpernrinne vorwärts.

## Entwicklungszyklus
Die Nerillidae sind entweder getrenntgeschlechtlich oder protandrische Zwitter. Die Eier werden in kleiner Zahl abgelegt und außen befruchtet, wozu bei manchen Arten Spermatophoren an oder neben den Eiern befestigt werden. Die Eier werden entweder einzeln oder zu mehreren in Kokons an einem festen Substrat oder auch außen am vorderen oder hinteren Ende des Muttertiers befestigt. Die Embryonen entwickeln sich direkt zu kriechenden Würmern und verlassen bei den Brutpflege betreibenden Arten die Mutter erst in einem fortgeschrittenen Jugendstadium.

## Systematik
Die Nerillidae wurden traditionell zu den Archiannelida gezählt. Auf Grund ihrer molekulargenetischen Arbeiten stellten Torsten Hugo Struck, Anja Golombek und andere 2015 die Nerillidae in die Klade Orbiniida, ein gemeinsames Taxon mit den Diurodrilidae, Dinophilidae, Orbiniidae und Parergodrilidae, die sich nach Ansicht der Autoren in Anpassung an die engen Sandlückensysteme durch Progenese zu den heutigen Zwergformen entwickelt haben.

## Gattungen
Zur Familie Nerillidae gehören folgende Gattungen:
- Afronerilla Faubel, 1978
- Aristonerilla Müller, 2002
- Leptonerilla Westheide & Purschke, 1996
- Longipalpa Worsaae, Sterrer & Iliffe, 2004
- Meganerilla Boaden, 1961
- Mesonerilla Remane, 1949
- Micronerilla Jouin, 1970 [unpublished]
- Nerilla Schmidt, 1848
- Nerillidium Remane, 1925
- Nerillidopsis Jouin, 1967
- Paranerilla Jouin & Swedmark, 1965
- Psammoriedlia Kirsteuer, 1966
- Thalassochaetus Ax, 1954
- Trochonerilla Tzetlin & Saphonov, 1992
- Troglochaetus Delachaux, 1921